# Liste der Mitglieder der Deutschen Akademie der Naturforscher Leopoldina/1805
Die Liste der Mitglieder der Deutschen Akademie der Naturforscher Leopoldina für 1805 enthält alle Personen, die im Jahr 1805 zum Mitglied ernannt wurden. Insgesamt gab es zwei gewählte Mitglieder.

## Mitglieder
| Nr.  | Name                    | Beiname        | Geboren       | Aufnahme | Gestorben     | Bild                                                  | Datenbank |
| ---- | ----------------------- | -------------- | ------------- | -------- | ------------- | ----------------------------------------------------- | --------- |
| 1030 | Burchard von Vietinghof | Maecenas IV.   | 1767          | 10. Apr. | 1828          |                                                       | 2541      |
| 1031 | Johann Stieglitz        | Philumenus IV. | 10. März 1767 | 15. Mai  | 30. Okt. 1840 | „Obermedicinalrath und Leibmedicus“: Johann Stieglitz | 6794      |